# Río Mantaro
Le río Mantaro (Hatunmayo en quéchua) est une rivière du centre du Pérou appartenant au bassin amazonien. Il se joint au río Apurímac pour constituer le Río Ene.

## Géographie
Il naît de la jonction du río San Juan et du río Apamayo. Ce dernier est une courte rivière (1 km environ) qui est l'émissaire du lac Junín situé à 4 080 m d'altitude. Le lac Junín est le second lac du Pérou après le grand lac Titicaca. Il est lui-même alimenté par de courtes rivières dont les plus importantes sont le río Chacachimpa et le río Yahuarmayo (30 km chacun).
Il se dirige vers le sud-est, pratiquement en sens inverse de l'Apurimac, et termine son parcours entièrement andin par un double virage en forme de 'S'. Il traverse les régions de Junín (provinces de Junín, Yauli, Jauja, Concepción et Huancayo), Huancavelica et Ayacucho, avant de revenir dans la région de Junín par la province de Satipo.
Il conflue avec le río Apurímac pour former le río Ene. Son bassin supérieur (rio San Juan et affluents de la rive nord du Lac Junín) appartient à la partie sud-ouest de la Région de Pasco.
Le río Mantaro compte peu d'affluents importants, les principaux sont le río Huarpa (130 km, 36 m3/s) et le río Vilca (de) (90 km, 37 m3/s).
Au confluent avec le rio Apurimac, ce dernier est nettement plus important que le Mantaro par son débit (1 050 m3/s contre 460) et la surface de son bassin (66 200 km2 contre 35 500), mais la longueur des deux cours d'eau est équivalente. C'est pourquoi, et bien que l'Apurimac soit aujourd'hui généralement considéré comme la branche de l'Amazone la plus distante de l'embouchure, quelques observateurs affirment que le Mantaro est le plus long, considérant que la longueur 'officielle' de la rivière ne prend pas en compte des affluents du Lac Junín, et que les mesures effectuées sur des vues aériennes (Google Earth) confirment cette hypothèse.

## Activité humaine
La rivière irrigue la vallée du Mantaro, qui est la principale et la plus large vallée interandine du Pérou (180 000 ha de superficie). Cette vallée est la plus proche (150 km à vol d'oiseau) de l'agglomération de Lima (10 millions d'habitants) et s'étale sur le désert côtier péruvien dont la mise en valeur est très difficile. 
La vallée est la source d’approvisionnement en denrées alimentaires la plus importante de la capitale péruvienne.
Dans la province de Tayacaja, Région de Huancavelica, la centrale hydro-électrique du Mantaro fournit près de 50 % de l’énergie électrique du pays.